# Atún en conserva

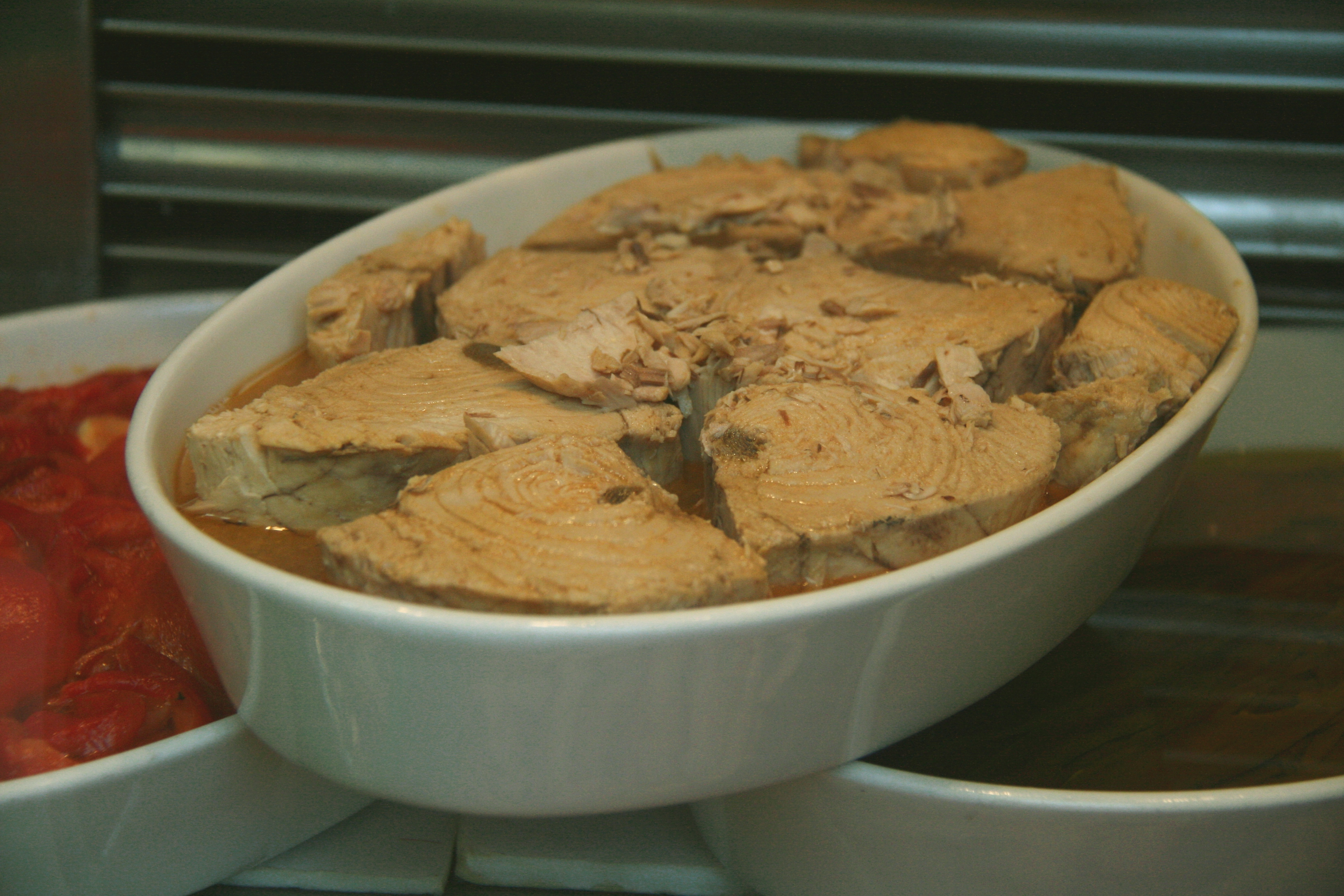
Piezas de atún en escabeche al aire (sacadas de su lata).

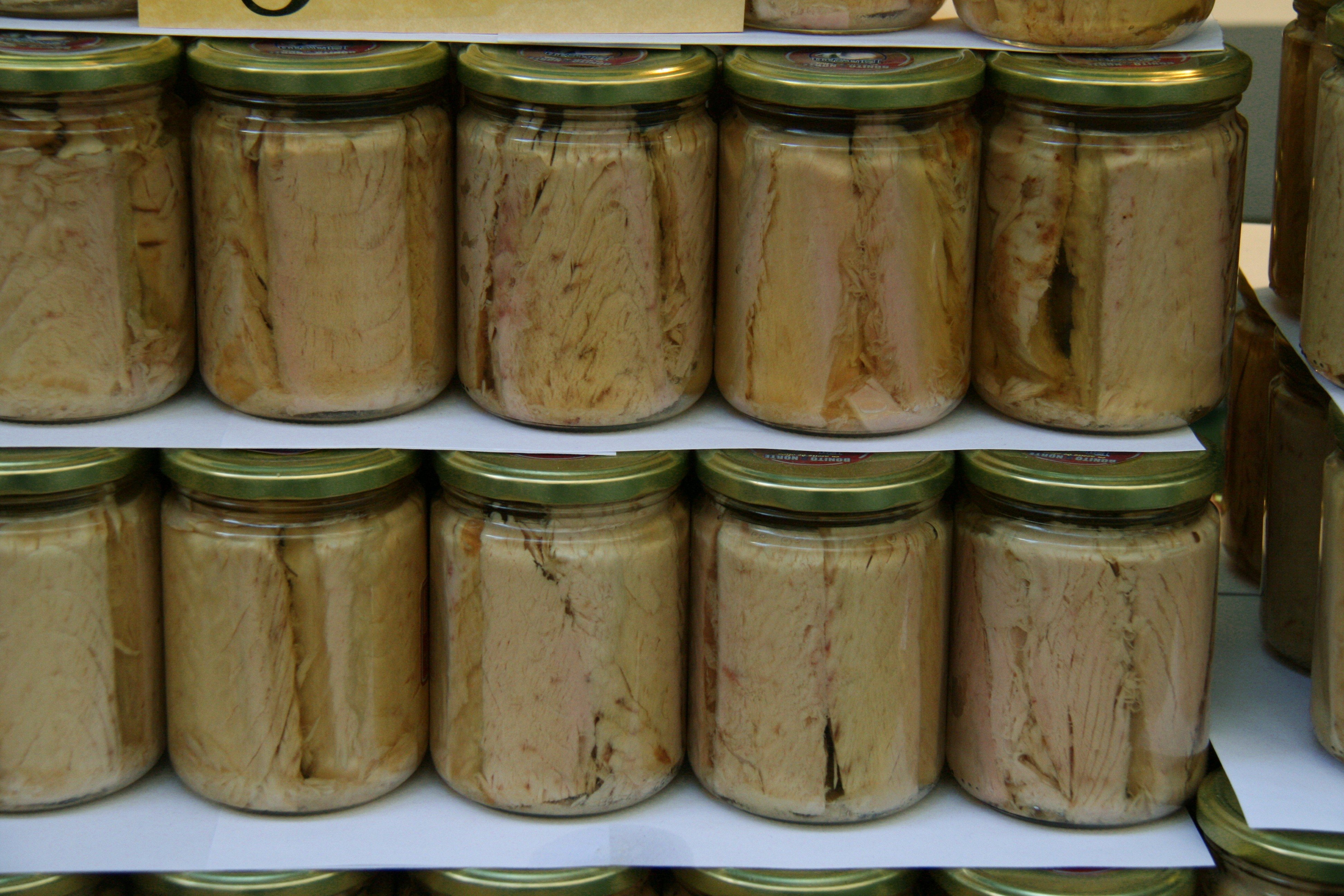
A veces el atún se presenta en tarros de vidrio.

El atún en lata (denominado también atún enlatado o atún en conserva) es una conserva típica de atún (Thunnus sp.). Puede presentarse en lomos de atún compactos (pastilla), o en migas (generalmente de precio inferior) en latas de hojalata. Estas latas suelen poseer diversos tamaños, que pueden ir desde los aproximadamente 100 gramos, hasta varios kilos. Existen diversos medios de almacenamiento en la lata, desde el empleo de aceites vegetales, aceites de oliva, aceite de proteína de soya, escabechado, etc. A veces incluso simplemente agua (atún al natural). En muchos países es considerado uno de los productos de pescado más consumido, por ejemplo en Estados Unidos, México y en Europa, en España e Italia.  En Panamá se le denomina por su nombre en inglés "tuna" y se presta a confusión con la fruta tuna

## Características
Se suele comercializar el atún enlatado en piezas compactas, en una proporción de trozos, en hojuelas y desmenuzado. El desmenuzado puede llegar a ser algunas veces tan fino que se suele emplear como producto para untar. Con el objeto de mejorar su conservación se suele sumergir en diferentes aceites, o en agua. En el caso de envasarse sumergido en agua, se suele denominar: "al natural". Los aceites empleados suelen ser de soja, girasol o en algunos casos como el atún español es frecuente que se emplee aceite de oliva. La calidad superior del atún envasado suele provenir de las conservas realizadas con la  ventresca del atún. El enlatado se suele hacer en diferentes tamaños que pueden ir desde las que ofrecen un peso neto de 80 a 266 gramos. Se suele emplear variantes como el Thunnus albacares (denominado "atún claro"). El atún, tras su captura, se suele congelar (–18 °C) y llega en este estado a la factoría. Tras los procesos de limpieza: eviscerado, descamado y limpieza general del pescado, se enlatan las piezas en aceite. Las conservas de atún no contienen más conservante alimentario que la sal. 
Su presentación en lata permite que pueda ser empleado, sin cocinar en numerosas preparaciones culinarias. Se suele emplear en la elaboración de ensaladas diversas, bocadillos y sándwiches, diferentes platos de pasta (lasagnas, etc), salsas diversas, rellenos diversos, etc. Se trata de un alimento muy habitual en los supermercados de algunos países.

## Proceso de elaboración
El proceso comienza de madrugada en las lonjas locales. Una vez realizadas las compras de pescado, las materias primas son trasladadas inmediatamente a la factoría, con lo cual se mantienen intactas sus propiedades alimentarias. Las condiciones en las que llegue el pescado influirán de forma decisiva en la calidad del producto final.

### Recepción
Esta es la etapa del proceso en la cual las materias primas son recibidas en la fábricas, en esta etapa debemos controlar los siguientes factores:
1. Temperatura de materia prima: en los productos frescos el pescado debe tener una temperatura de entre 0 °C y 4 °C, en los productos congelados la temperatura debe ser de <-18 °C. Estos controles se tienen que realizar en todas las partidas recibidas independientemente de su procedencia o especie.
2. Aspecto de la piel y aplastamiento en la carne: en este caso tenemos que realizar una observación visual del color de la piel y la mucosidad del pescado, así como observar posibles grietas y magulladuras en la carne del pescado. El pescado debe de tener la piel y la carne entera, un color homogéneo sin decoloraciones.
3. Enranciamiento: observación del color y olor de las zonas subcutáneas y externas en pescado fresco y congelado, imprescindible la ausencia de zonas amarillentas en la carne del pescado, así como olor a "rancio".

Es muy importante la codificación de las materias primas a las cuales se les asigna un número de lote, mediante el cual podremos conocer en cualquier momento el historial de ese pescado.
Tarea también muy importante la del pesado, con este peso conoceremos el rendimiento obtenido con cada unidad, dato importante puesto que nos permitirá conocer qué materias primas son más interesantes comprar, atendiendo a los resultados obtenidos. Por ejemplo con la Caballa (Scomber Scombrus) de cada kilo de pescado en bruto obtendremos 300 gramos de pescado útil para la conserva luego obtenemos un rendimiento del 30%. Dependiendo del tamaño y de la época de pesca se pueden conseguir resultados diferentes.
El proceso de fabricación de las conservas de pescado comienza con la recepción de las distintas materias primas procedentes de las distintas lonjas. Esa materia prima es sometida a una serie de tratamientos antes de su envasado. Consisten básicamente en el lavado, descabezado, cocción, troceado o fileteado

### Lavado
Todos los pescados que van a ser procesados requerirán un lavado, así como una observación visual de presencia de especies diversas o materias extrañas (tales como bacterias, parásitos u otro tipo de materias extrañas que son más difíciles de detectar).

### Descabezado
Observaremos la zona yugular de los pescados decapitados. El descabezado se realizará mediante cortes limpios y rectos, sin aplastar o magullar la carne, la superficie del corte debe quedar sin asperezas. Si los cortes producen desgarros en la carne, estos favorecen la entrada en el músculo de microorganismos presentes en la superficie.

### Cocción
En esta fase es muy importante la medición del tiempo de cocción, la medición de la temperatura del vapor o agua de cocción, medición de la temperatura de la espina central, observación visual y la textura de la carne.
Una vez limpiado y descabezado, el pescado es colocado manualmente en las parrillas para ser cocido a 100 °C en salmuera o al vapor. La cocción del pescado es una de las partes más importantes en el proceso de fabricación, no hay ningún tiempo estimado, depende siempre del tamaño y la grasa del pescado, luego dependerá de la procedencia y temporada de pesca.
Indicar los tiempos de cocción es una tarea muy delicada, un exceso de cocción deja el pescado seco y poco jugoso, así como una pérdida de rendimiento. En caso de cocer poco el pescado disminuiremos también el rendimiento debido a que el pescado se desmorona en las manos de los operarios, y tendrá un porcentaje elevado de agua.
Para verificar la cocción se utilizan dos métodos, en ambos sacamos una pieza de la balsina de cocción. Una vez obtenida la pieza podemos, bien observar la firmeza y estructura de la carne, o bien dividir el pescado en dos partes y coger la espina central del pescado, quebrar la espina y observar si el tendón del interior de la espina central se rompe o se estira como una goma, caso de romperse significaría que el pescado aún no está cocido perfectamente y requiere más tiempo.

### Fileteado
En esta fase debemos eliminar todos los restos de espinas, vísceras, piel y de sangre, así como de zonas oscurecidas. Los cortes deben ser realizados longitudinalmente al cuerpo del pescado, cortes limpios, sin desgarros y sin espinas de la cavidad abdominal en las especies pequeñas.
Como ya se ha comentado, una vez que el pescado ha sido cocido, se le entrega al equipo de personas encargadas del raspado y fileteado que obtendrán cuatro filetes limpios de una pieza de pescado cocido. En este proceso los filetes son cuidadosamente limpiados, eliminando todas las espinas y piel.
Todos los filetes son pesados y al comparar con los kilos brutos podemos obtener el rendimiento por lote fabricado. Los filetes de cada operario son pesados para poder así incentivar a aquellos que obtienen más kilos. Las tablas de productividad son cambiadas atendiendo al tamaño y calidad del pescado, cuanto más pequeño sea el pescado menos kilos de filetes tiene que obtener el operario. Los operarios son informados individualmente cada hora de su productividad.  

### Empaquetado
El pescado pequeño debe ser envasado de una pieza entera, el tamaño de las piezas de un envase debe ser lo más homogéneo posible, el número de piezas por envase dentro del mismo lote debe ser similar. Para los túnidos envasados en tronco o bloque, debe quedar un espacio suficiente para recibir el líquido de cobertura.
Una vez obtenido los filetes, pasamos a recortarlos manualmente. Después serán seleccionados y metidos en las latas o envases de vidrio, tras asegurarnos que 
el pescado está debidamente empacado.

### Adición del líquido de cobertura
En esta fase, nos disponemos a rellenar el envase con el líquido de cobertura, que dependiendo de los casos será aceite de oliva, aceite vegetal, tomate, o escabeche. El líquido de cobertura debe oscilar entre el 35 % y el 10 % de la capacidad del envase, según producto, forma de presentación, dimensiones del envase y lo indicado en la etiqueta. El tomate se consigue realizando una mezcla con tomate, agua, aceite y sal. El escabeche lo conseguimos mezclando vinagre, agua y sal.

### Cerrado y lavado
El hermetismo de la lata vacía debe comprobarse al inicio de la jornada y siempre que se modifique algún parámetro de la máquina cerradora, inyectando aire a presión, hasta deformación permanente (o sobre 2,5 kg/cm2), con el envase sumergido en agua.
Con el líquido ya en las latas, éstas son cerradas herméticamente y lavadas para conseguir una buena conservación. La no re-contaminación del producto final, desde su fabricación hasta su consumo, es necesaria para que una conserva pueda ser definida como tal, y por tanto como un producto no perecedero. Por ello, el cierre hermético del envase es un factor esencial a controlar. El envase más frecuente para la conserva de pescado es el metálico (hojalata o aluminio).

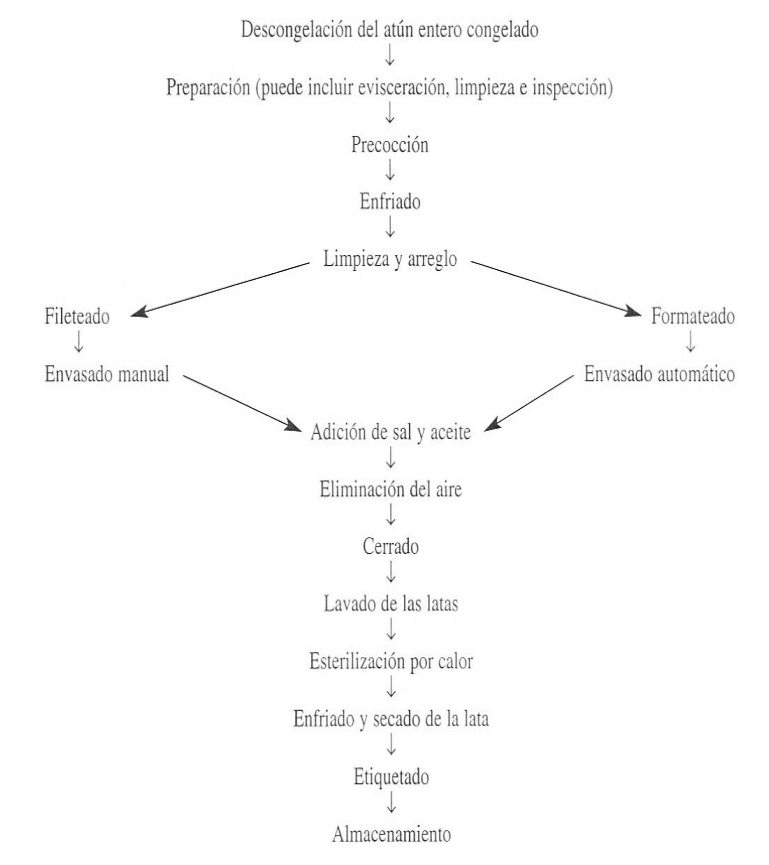
diagrama de flujo de la elaboración del atún en conserva

### Tratamiento térmico y enfriamiento
Finalmente se procede a la esterilización, mediante la cual las latas son depositadas en el Autoclave donde serán sometidas a altas temperaturas durante un tiempo que varía dependiendo del tipo de producto. Para que cualquier alimento en conserva sea absolutamente seguro es condición necesaria que el producto haya sido sometido a un tratamiento térmico suficiente para eliminar todos los microorganismos patógenos y sus formas resistentes. El más conocido de éstos, y que se toma como referencia, es el Clostridium botulinum. El llenado y cerrado de envases debe ser continuo, realizándose la esterilización inmediatamente después de completarse el número de envases necesario para cargar el autoclave. El tiempo desde que se cerró el primer envase hasta que se inicia la esterilización debe ser inferior a una hora. En ningún caso deben quedar envases sin tratar al finalizar la jornada. Todos los envases cargados en un autoclave deben ser de las mismas dimensiones y con el mismo producto y líquido de cobertura. Podría admitirse en cestas diferentes o en productos diferentes siempre que el proceso fuera idéntico. El enfriamiento debe ser muy rápido, llegando a los 40 °C en el centro del envase en menos de 10 minutos (dependiendo del tamaño del envase). Supone reducir la temperatura interior del autoclave 1 a 2 minutos. El agua de refrigeración debe estar clorada y siempre debe utilizarse agua potable y limpia, tanto en el enfriamiento del autoclave como en los baños posteriores de los envases.
Una vez esterilizadas y enfriadas, las latas son limpiadas, marcadas con un número de lote, estuchadas, etiquetadas, quedando así listas para el consumo

### Etiquetado
El contenido mínimo del etiquetado será: Nombre del producto, forma de presentación, pesos neto y escurrido, capacidad normalizada del envase, relación de ingredientes, identificación del fabricante y fecha de consumo preferente.

### Almacenamiento
El local de almacenaje deberá estar limpio y seco, los embalajes deben ser de un tamaño tal que impidan el movimiento de los envases. Los embalajes deben apilarse en jaulas o a altura reducida, para evitar aplastamientos. Toda manipulación de embalajes deberá ser cuidadosa, a fin de evitar golpes, que podrían abollar los envases, afectando a sus costuras y sertidos, comprometiendo su hermeticidad, además de desmerecer su aspecto

## Equipos específicos para procesado de atún en conserva
Descripción de los equipos necesarios para montar una línea de elaboración de atún en conserva:

### Sierra de corte
Máquina diseñada y fabricada para el corte de productos frescos o congelados, con o sin hueso.

### Sistema de lavado y encestado
Diseñado para el lavado de los trozos de pescado una vez ha pasado por la sierra de corte y la posterior introducción de dichos trozos de pescado en cestos de cocción. Lavado en túnel con duchas de agua perdida. Transportador provisto en su parte inferior de bandeja de recogida de líquidos.

### Cocedor de atún a vapor Tunivac
Cocedor diseñado para la cocción de túnidos o pescados similares de una forma automática y programada, cocción en vapor con un posterior preenfriamiento mediante duchas de agua internas y vacío natural creado por medio de la condensación del vapor.
Disponible en diferentes diámetros (1500 mm o 2000 mm) y diferentes capacidades, para satisfacer la demanda de cualquier producción.
Equipado con un controlador/programador automático con capacidad para diferentes programas de cocción, sondas de temperatura ambiente y sondas de temperatura en espina de pescado.
Calorifugado para evitar pérdidas de energía y con todos los sistemas de seguridad requeridos para un equipo de estas características.

### Sistema de limpieza
Para la limpieza del producto una vez cocido, eliminación de la piel, espinas y partes oscuras del pescado, para la posterior alimentación del producto a las máquinas empacadoras de atún.
El número de operarios por sistema se establece según la producción requerida, siendo un sistema modular que se puede ampliar según necesidades.
Provisto de mesas individuales o mesa corrida, con sillas ergonómicas (giratorias y regulables en altura), reposapiés y recogida de desperdicios en cada puesto de trabajo.
Construida con transportadores cardánicos en circuito cerrado y sin retorno, dando lugar a un sistema abierto y de fácil limpieza.
Como opción también puede incorporar un sistema de control de producción individual para controlar:
- Tiempo de trabajo del operario
- Rendimiento
- Desperdicio generado

### Empacadora de atún
Se trata de una máquina diseñada para el empaque automático del atún (su introducción en la lata). Modelos de máquina como la Tunipack de Hermasa produce desde 300 latas/min hasta las 500 latas/min. Generalmente se busca en este tipo de máquinas la facilidad de cambio de formato (cambio del tipo de lata), la precisión de peso, la calidad de corte y presentación del producto final. Otras características a tener en cuenta son los costes de mantenimiento (cuanto más reducidos se considera más positivo), la velocidad de producción, la simplicidad y sencillez de operación.
Son máquinas que deberán ser construidas en acero inoxidable AISI-304, debido a las condiciones ambientales y sanitarias a las que estarán sometidas.

### Fish Block Maker
Es frecuente en muchos países la producción de lomos de atún en bolsa, bien para su comercialización a terceros, bien para su traslado a otra planta para el enlatado. Los procesos iniciales de cocción y limpieza del atún son los más intensivos en mano de obra, con lo cual muchos fabricantes producen los lomos en países con un coste de mano de obra reducido, y luego produce las latas de conserva a partir de estos lomos en sus países de origen.
Diseñada para la operación de formación de bloques de pescado y su posterior embolsado, la Fish Block Maker realiza de una manera semiautomática la formación de los lomos, con una alta producción.
El pescado se coloca en unos transportadores y por medio de un sistema de traspaso diseñado y patentado por Hermasa, se procede al llenado de unos moldes que previamente han sido introducidos en las bolsas plásticas que pasarán posteriormente a su vacío, sellado y congelación.
Versátil ya que es adaptable a diferentes tipos de bloques.
Reducción considerable de la mano de obra, aumento de la productividad, precisión en el peso y mejor calidad de producto final al no generar prácticamente migas.
Generación de bloques homogéneos, lo cual favorece la congelación, mejor estiba o mayor capacidad de carga por contenedor (dependiendo de limitaciones administrativas) y un proceso de descongelación más homogéneo.

### Aceitador continuo
Diseñado para añadir aceites o salsas por cortina o rebose a los envases antes del cierre de los mismos.
Construido con una o varias unidades de dosificación, dependiendo de la producción requerida y formato a producir.
El aceite o salsa sobrante es filtrado antes de volver al depósito de acumulación, desde donde es bombeado nuevamente a las unidades de dosificación.
Cuando se dosifican salsas, se instala un batidor en el depósito de acumulación, necesario para mantener la salsa homogénea.
Máquina energéticamente eficiente:
- Dotada de serpentines cerrados y purgadores para la recuperación de condensados
- Control automático de temperatura y válvulas moduladas de entrada de vapor.

### Autoclave
Diseñado para la esterilización de todo tipo de alimentos conservados en envase hermético con control de presión y temperatura.
Esterilización a vapor con duchas de agua con sobrepresión.
Máquina construida de acuerdo a normativa CE y FDA.
Disponible en diferentes diámetros (1500 mm o 1380 mm) y diferentes capacidades, para satisfacer la demanda de cualquier producción.
Equipado con un controlador/programador automático con capacidad para diferentes programas de esterilización y sonda de temperatura F0.
Puede equipar intercambiador de calor, convirtiendo el autoclave en un equipo altamente eficiente desde el punto de vista energético:
- Ahorro de agua de enfriamiento,
- Ahorro de agua de caldera y combustible necesario para la generación de vapor.

El intercambiador de calor posibilita la reutilización del agua de enfriamiento en sucesivos ciclos (utilizando una torre de refrigeración o sistema similar) y la recuperación de los condensados que se devuelven al depósito de agua de la caldera.
Calorifugado para evitar pérdidas de energía y con todos los sistemas de seguridad requeridos para un equipo de estas características.

### Lavadora secadora de latas/secadora de latas
Diseñada para el lavado y secado de los envases después del esterilizado.
El lavado se hace a presión con agua caliente, y con la lata situada lateralmente para tener una mayor superficie libre de lavado.
El secado se efectúa también con la lata situada lateralmente y con cuchillas de soplado de diseño propio, primero conectadas a un compresor y después a un soplante de alta capacidad.
Máquina energéticamente eficiente:
- Dotada de serpentín cerrado y purgador para la recuperación de condensados
- Control automático de temperatura y válvula modulada de entrada de vapor.

## Salud
La ingesta de atún resulta favorable a una dieta equilibrada debido a su aporte en contenido en proteínas, hierro y niacina. Por regla general la cantidad de calorías es superior en los atunes envasados con aceites que los que se han envasado "al natural" (100 gramos de atún en lata contienen 285 calorías, mientras que la misma cantidad de atún fresco presenta  200 calorías). En algunos países como España es frecuente ver latas de atún en escabeche. Algunos autores mencionan que a pesar del alto contenido de omega 3 que posee el atún, la mayor parte del mismo se pierde durante las labores de procesado y empaquetado. Los ingredientes más habituales son sal, glutamato monosódico, proteína hidrolizada. Se añade a veces especias, ajo, hierbas aromáticas, etc. En algunas ocasiones se acidula con zumo de limón. 
El excesivo consumo de atún en lata no es aconsejable debido al aporte de purinas (que el organismo convierte en ácido úrico). Esta ingesta se desaconseja en aquellas personas que padecen de hiperuricemia o gota. El contenido de sal ha preocupado a ciertos sectores de la población con "tensión alta", esta es la razón por la que se comercializa desde comienzos del siglo XXI variantes con bajo contenido en sal. El contenido de colesterol no es bajo (50 mg/100 g), pero no es superior al de otros productos de origen animal. No obstante la presencia de ácidos grasos reduce su incidencia.

## Polémica
Hasta antes de los años ochenta existían diferencias entre los países pescadores de atún. La aparición de nuevos métodos de rastreo hicieron posible que se comercializara conservas de atún a precios relativamente bajos lo cual está destruyendo la sustentabilidad de la industria. Esta práctica hizo que se dañaran otras especies como los delfines. Estas prácticas pesqueras hicieron que algunas marcas pusieran en sus denominaciones que respetaban otras especies durante las labores de captura, indicando su actividad en una etiqueta denominada: Etiqueta segura del delfín. Se ha establecido a menudo el debate acerca del contenido de mercurio del atún enlatado.